# 26 lipca
26 lipca jest 207. (w latach przestępnych 208.) dniem w kalendarzu gregoriańskim. Do końca roku pozostaje 158 dni.

## Święta
- Imieniny obchodzą: Anna, Bartłomieja, Erast, Grażyna, Hanna, Hiacynt, Jacek, Jacenty, Joachim, Krystiana, Mirosława, Sancja, Symeon, Teodor, Tytus, Walenty, Walentyn i Wilhelm.
- Kuba – Święto Rewolucji
- Liberia, Malediwy – Święto Niepodległości
- Kalendarz Majów – Nowy Rok
- Wspomnienia i święta w Kościele katolickim[1][2] obchodzą:
  - bł. Andrzej z Phú Yên (męczennik)
  - święci: Anna i Joachim (rodzice Najświętszej Maryi Panny)
  - św. Bartłomieja Capitanio (tercjarka franciszkańska)
  - św. Erast z Koryntu (biskup)
  - św. Jerzy Preca (prezbiter) – pierwszy maltański święty
  - św. Tytus Brandsma (męczennik)
  - bł. Wilhelm Ward (również znany jako William Webster) (prezbiter i męczennik)[3]

## Wydarzenia w Polsce

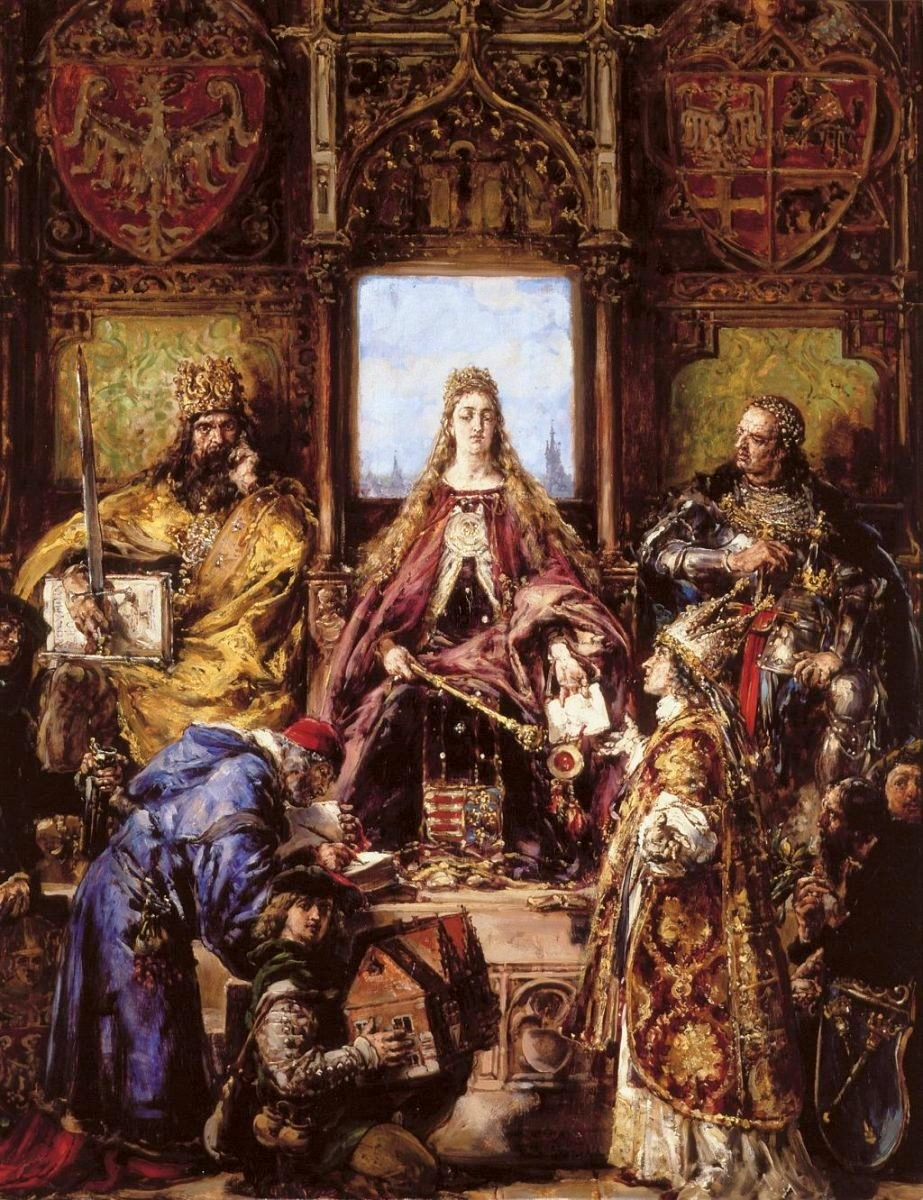
Założenie Szkoły Głównej przeniesieniem do Krakowa ugruntowane – obraz Jana Matejki

- 1360 – Król Czech Karol IV Luksemburski przyrzekł królowi Kazimierzowi III Wielkiemu nie podejmować starań o zmianę przynależności metropolitalnej biskupstwa wrocławskiego.
- 1376 – Książę Janusz I Starszy wydał w Zakroczymiu przywilej dla mieszczan warszawskich na wybudowanie łaźni miejskiej i czerpanie z niej dochodów na potrzeby miasta i jednocześnie zastrzegł sobie prawo do bezpłatnego korzystania z niej raz w tygodniu.
- 1393 – W Nowym Korczynie został zawarty krótkotrwały rozejm między królem Władysławem II Jagiełłą a skonfliktowanym z nim księciem Władysławem Opolczykiem.
- 1400 – Król Władysław II Jagiełło zainaugurował działalność odnowionej Akademii Krakowskiej.
- 1419 – Zakończyła się dwutygodniowa wojna z zakonem krzyżackim, podczas której nie doszło do znaczących starć militarnych, a głównym działaniem strony polskiej była wyprawa pospolitego ruszenia do Prus, zakończona odwrotem przed przekroczeniem granicy.
- 1511 – Król Zygmunt I Stary nadał prawo magdeburskie Nowogródkowi.
- 1648 – Powstanie Chmielnickiego: rozpoczęła się bitwa pod Konstantynowem.
- 1657 – Potop szwedzki: pod Skałatem Tatarzy rozgromili wracające do Siedmiogrodu z wyprawy wojennej przeciwko Polsce sprzymierzone ze Szwedami wojska księcia Jerzego II Rakoczego.
- 1662 – Król Jan II Kazimierz Waza specjalnym przywilejem zobowiązał mieszczan mińskich do przestrzegania prawa miejskiego, obyczajów i ceł, posłuszeństwa dla magistratu w każdych okolicznościach oraz udziału w obronie fortyfikacji miejskich.
- 1774 – wielki pożar Świebodzic.
- 1792 – Pod Markuszowem doszło do ostatniego starcia w trakcie polsko-rosyjskiej wojny w obronie Konstytucji 3 maja.
- 1812 – W nocy z 25 na 26 lipca w pożarze Rzgowa koło Łodzi spłonęło 140 domów, budynki gospodarskie, 70 stodół, a także proboszczówka i inne obiekty.
- 1887 – W Warszawie ukazał się pierwszy podręcznik języka esperanto Unua Libro (Pierwsza Książka), autorstwa Ludwika Zamenhofa (opublikowany pod pseudonimem „Doktoro Esperanto”).
- 1899 – Pożar Starego Miasta w Malborku.
- 1910 – Pod Częstochową znaleziono porzucone w rowie zwłoki Wacława Macocha, którego 4 dni wcześniej zamordował w swojej celi w klasztorze jasnogórskim jego kuzyn Damazy Macoch.
- 1911 – Premiera filmu Antek Klawisz, bohater Powiśla w reżyserii Józefa Ostoi-Sulnickiego.
- 1919 – Rada Najwyższa Ententy wytyczyła polsko-litewską linię demarkacyjną (tzw. linię Focha).
- 1920 – Wojna polsko-bolszewicka: zwycięstwem ukraińskiej 3. Żelaznej Dywizji Strzelców gen. Ołeksandra Udowyczenki nad sowieckimi 41. Dywizją Strzelców i 115. pułkiem kawalerii zakończyła się bitwa pod Szydłowcami i Sidorowem (16-26 lipca).
- 1922 – Sejm RP przyjął ustawę o regulaminie Zgromadzenia Narodowego, które miało dokonać wyboru prezydenta RP.
- 1941:
  - Niemcy utworzyli getto żydowskie w Białymstoku.
  - We Lwowie, po odmowie utworzenia kolaboracyjnego rządu, został rozstrzelany na osobisty rozkaz Heinricha Himmlera były wielokrotny premier RP prof. Kazimierz Bartel.
- 1943 – Oddział partyzancki NOW-AK pod dowództwem por. Franciszka Przysiężniaka ps. „Ojciec Jan” zaatakował wieś Bukowina (województwo lubelskie), dokonując spalenia 31 gospodarstw należących pierwotnie do Polaków, a zasiedlonych przez Ukraińców, zabijając około 10 i ciężko raniąc 7 z nich.
- 1944:
  - Oddział AK pod dowództwem mjra Mariana Bernaciaka ps. „Orlik” wyzwolił Ryki spod okupacji niemieckiej.
  - W ramach akcji „Wiśnicz” oddział AK przeprowadził atak na niemieckie więzienie w Nowym Wiśniczu, uwalniając 128 więźniów politycznych.
  - W ramach operacji Most III (Wildhorn III) samolot Dakota wylądował na lądowisku „Motyl” w okupowanej Polsce.
- 1949 – Statek wycieczkowy „Anna” zatonął wraz z 11 osobami na pokładzie po kolizji na Zatoce Gdańskiej z tureckim statkiem „Odenis”.
- 1968 – Otwarto Muzeum Papiernictwa w Dusznikach-Zdroju.
- 1974 – Premiera 1. odcinka serialu telewizyjnego Janosik w reżyserii Jerzego Passendorfera.
- 1980 – W Lądku Zdroju odbył się I Kongres Konfederacji Polski Niepodległej.
- 1982 – Premiera filmu psychologicznego Głosy w reżyserii Janusza Kijowskiego.
- 1989 – Polska ratyfikowała Konwencję w sprawie zakazu stosowania tortur.
- 2005 – Demonstrujący pod Sejmem górnicy wymogli na marszałku Włodzimierzu Cimoszewiczu wprowadzenie pod obrady, choć w okrojonym kształcie, projektu ustawy emerytalnej m.in. utrzymującej przechodzenie na emeryturę w górnictwie po 25 latach pracy.
- 2006 – Otwarto dla ruchu odcinek autostrady A2 z Konina do miejscowości Stryków koło Łodzi.
- 2011 – Na stacji kolejowej Strzelce Krajeńskie Wschód w Zwierzynie w województwie lubuskim doszło do wykolejenia i uderzenia w budynek mieszkalny stacji 7 wagonów towarowych, które po rozładowaniu na terenie jednej z firm stoczyły się i przejechały bez lokomotywy 2 km. W wyniku katastrofy zginęły 2 osoby znajdujące się w budynku i jedna stojąca na peronie.
- 2016 – W Krakowie rozpoczęły się 31. Światowe Dni Młodzieży.
- 2022 – Rozpoczęła się katastrofa ekologiczna na Odrze.

## Wydarzenia na świecie
- 657 – Nierozstrzygnięta bitwa pod Siffin między wojskami Alego ibn Abiego Taliba i Mu’awiji, stoczona w trakcie islamskiej wojny domowej. Po bitwie tej charydżyci oderwali się od ugrupowania Alego i stali się jego zaciekłymi wrogami.
- 811 – Bułgarzy pokonali wojska Bizancjum w bitwie na przełęczy Wyrbica.
- 920 – Rekonkwista: wojska emira Kordoby Abd ar-Rahmana III pokonały w bitwie pod Valdejunquera siły króla Galicji i Leónu Ordoño II.
- 1184 – Podczas pobytu króla Niemiec Henryka VI Hohenstaufa w budynku kapituły w Erfurcie zarwała się przeciążona podłoga, powodując upadek i śmierć 60 osób w leżącym poniżej dole kloacznym. Siedzący w murowanej wnęce okiennej król nie odniósł obrażeń.
- 1340 – Wojna stuletnia: zwycięstwo wojsk francuskich nad angielskimi w bitwie pod Saint-Omer.
- 1417 – Wielka schizma zachodnia: antypapież obediencji awiniońskiej Benedykt XIII został w czasie soboru w Konstancji ogłoszony schizmatykiem i ekskomunikowany.
- 1429 – Antypapież obediencji awiniońskiej Klemens VIII podporządkował się papieżowi Marcinowi V.
- 1469 – Wojna Dwóch Róż: zwycięstwo Lancasterów nad Yorkami w bitwie pod Edgecote Moor.
- 1527 – Założono miasto Coro w Wenezueli.
- 1529 – Królowa Hiszpanii Izabela Portugalska mianowała Francisca Pizarro gubernatorem nowo podbitych terytoriów w Ameryce Południowej.
- 1572 – Rozpoczęła się bitwa pod Mołodią między wojskami moskiewskimi a siłami Chanatu Krymskiego.
- 1581 – Ogłoszono niepodległość konfederacji północnych prowincji Niderlandów (od Hiszpanii).
- 1609 – Angielski astronom Thomas Harriot jako pierwszy (4 miesiące przed Galileuszem) przeprowadził obserwację Księżyca za pomocą sześciokrotnie powiększającej lunety.
- 1674 – Joachim został metropolitą Moskwy i całej Rusi.
- 1745 – W Gisden Common koło Guildford w Anglii rozegrano pierwszy mecz krykieta kobiet.
- 1755 – Giacomo Casanova został aresztowany przez inkwizycję państwową.
- 1757 – Wojna siedmioletnia: zwycięstwo Francuzów nad wojskami Hanoweru, Hesji-Kassel i Brunszwiku w bitwie pod Hastenbeck.
- 1758 – Brytyjska wojna z Indianami i Francuzami: wojska brytyjskie zdobyły francuską twierdzę Louisbourg w Nowej Szkocji.
- 1759 – Brytyjska wojna z Indianami i Francuzami: wojska brytyjskie zdobyły Fort Niagara.
- 1775 – Benjamin Franklin został pierwszym poczmistrzem generalnym Stanów Zjednoczonych.
- 1788 – Nowy Jork ratyfikował Konstytucję i został 11. stanem USA.
- 1789:
  - Ezechiasz został cesarzem Etiopii.
  - Wojna rosyjsko-szwedzka: nierozstrzygnięta bitwa morska pod Olandią.
- 1793 – Rewolucja francuska: Konwent Narodowy uchwalił prawo przeciwko spekulantom.
- 1803 – Na trasie Wandsworth-Croydon w Wielkiej Brytanii uruchomiono pierwszą publiczną konną kolej żelazną.
- 1805 – Około 5600 osób zginęło w trzęsieniu ziemi w południowych Włoszech.
- 1816 – Utworzono terytorium neutralne Neutralny Moresnet, istniejące do 1919 roku na styku granic Belgii, Niemiec i Holandii, a obecnie należące do Belgii.
- 1822 – W ekwadorskim mieście Guayaquil spotkali się Simón Bolívar i José de San Martín, w wyniku czego ten drugi zakończył swoją działalność wyzwoleńczą i wycofał się z życia publicznego.
- 1834 – Otwarto Most Louis Philippe w Paryżu.
- 1845 – Pierwszy transatlantycki parowiec pasażerski „Great Britain” wypłynął z Liverpoolu do Nowego Jorku w swój dziewiczy rejs.
- 1846 – W Troyes francuska szarytka Apolonia Andriveau doznała pierwszej wizji Chrystusa trzymającego czerwony szkaplerz. Na ich podstawie papież Pius IX zatwierdził Szkaplerz Męki Pańskiej.
- 1847 – Liberia uzyskała niepodległość (od USA).
- 1866 – Wojna prusko-austriacka: podpisano preliminaria pokojowe w Pradze.
- 1882:
  - W Bayreuth odbyła się prapremiera opery Parsifal Richarda Wagnera.
  - W południowej Afryce została utworzona republika burska Stellaland.
- 1900 – Ernesto Hintze Ribeiro został po raz drugi premierem Portugalii.
- 1908 – Amerykański prokurator generalny Charles Joseph Bonaparte wydał polecenie utworzenia biura dochodzeniowego, później nazwanego Federalnym Biurem Śledczym (FBI).
- 1909 – W Barcelonie wybuchło tygodniowe powstanie robotnicze.
- 1913 – Papież Pius X erygował diecezję Tacámbaro w Meksyku.
- 1918 – I wojna światowa: na wniosek dowództwa wojsk niemieckich okupujących Gruzję została rozwiązana Polska Oddzielna Brygada na Kaukazie.
- 1920 – Na łamach „Boston Post” ukazał się pierwszy z serii artykułów demaskujący pierwszą w historii piramidę finansową, stworzoną przez oszusta pochodzenia włoskiego Charles Ponziego.
- 1925: 
  - Oddano do użytku Stadion Pietrowski w Petersburgu.
  - 17 osób zginęło we wsi Iwankowo w ZSRR z rąk szaleńca, który wcześniej padł ofiarą kolektywizacji prowadzonej przez władze ZSRR.
- 1932 – 69 osób zginęło w wyniku zatonięcia podczas sztormu niemieckiego szkunera „Niobe” w pobliżu wyspy Fehmarn na Bałtyku.
- 1940 – Premiera amerykańskiego filmu kostiumowego Duma i uprzedzenie w reżyserii Roberta Z. Leonarda na podstawie powieści Jane Austen pod tym samym tytułem.
- 1941 – Kampania śródziemnomorska: nieudany atak 9 włoskich motorówek wybuchowych typu MTM i dwóch żywych torped typu Maiale na Wielki Port w La Valetta na Malcie.
- 1942 – W wyniku nalotu bombowców RAF na Hamburg zginęło 337 osób, a 14 tys. straciło dach nad głową.
- 1945:
  - Japońskie okręty podwodne I-400 i I-401 (każdy z trzema wodnosamolotami torpedowo-bombowymi Aichi M6A1 Seiran na pokładzie) zostały wysłane w celu przeprowadzenia 17 sierpnia samobójczych ataków lotniczych na flotę amerykańską zakotwiczoną koło atolu Ulithi w archipelagu Karolinów, jednak z powodu przerwania działań wojennych okręty powróciły do Japonii i poddały się Amerykanom.
  - Po klęsce wyborczej Partii Konserwatywnej Winstona Churchilla nowym premierem Wielkiej Brytanii został szef Partii Pracy Clement Richard Attlee.
  - Przywódcy USA, Wielkiej Brytanii i Chin wydali tzw. deklarację poczdamską, w której żądali m.in. bezwarunkowej kapitulacji Japonii pod groźbą jej całkowitego zniszczenia. Ultimatum zostało odrzucone.
- 1946:
  - Amerykańscy senatorowie i kongresmeni otrzymali jeden z pierwszych dokumentów mówiących o holocauście (tzw. Czarną księgę), będący jedną z najważniejszych publikacji radzieckiego Żydowskiego Komitetu Antyfaszystowskiego (JAK), organizacji utworzonej przez Józefa Stalina w czasie II wojny światowej.
  - Rozpoczęły działalność hawajskie Aloha Airlines (jako Trans-Pacific Airlines).
- 1947 – Decyzjami prezydenta USA Harry’ego Trumana utworzone zostały: Centralna Agencja Wywiadowcza (CIA) i Rada Bezpieczeństwa Narodowego (NCS).
- 1948:
  - André Marie został premierem Francji.
  - I wojna izraelsko-arabska: zakończyła się zwycięska izraelska operacja „Szoter” przeciwko arabskim milicjom na południe od Hajfy (24-26 lipca).
  - Prezydent USA Harry Truman podpisał rozkaz znoszący segregację rasową w amerykańskich siłach zbrojnych.
- 1950 – Wojna koreańska: na moście kolejowym koło wioski Nogeun-ri 160 km na południowy wschód od Seulu żołnierze amerykańskiego 7. pułku kawalerii rozpoczęli masakrę południowokoreańskich uchodźców, w wyniki której do 29 lipca zginęło od 250 do 300 osób, głównie kobiety i dzieci.
- 1951 – Premiera filmu animowanego Alicja w Krainie Czarów w reżyserii Clyde’a Geronimiego i Wilfreda Jacksona.
- 1952 – Półroczny Fu’ad II został ogłoszony królem Egiptu, zastępując obalonego przez armię swego ojca Faruka I.
- 1953 – Oddziały Fidela Castro zaatakowały koszary Moncada na Kubie.
- 1954 – W Genewie powołano Międzynarodową Federację Położników i Ginekologów (FIGO).
- 1955 – W Izraelu odbyły się wybory do trzeciego Knesetu.
- 1956 – Egipt znacjonalizował Kanał Sueski.
- 1957:
  - Prezydent Gwatemali Carlos Castillo Armas został zastrzelony przez członka swojej ochrony.
  - Założono Deutsche Bundesbank.
- 1958:
  - Brytyjski następca tronu książę Karol otrzymał tytuł księcia Walii.
  - Został wystrzelony amerykański satelita naukowy Explorer 4.
- 1960 – Amintore Fanfani został po raz trzeci premierem Włoch.
- 1961 – W Rodezji Południowej (dzisiejszym Zimbabwe) została zatwierdzona w referendum nowa konstytucja.
- 1963:
  - W trzęsieniu ziemi w macedońskim Skopju zginęło 1070 osób, a 3330 zostało rannych.
  - Został wystrzelony eksperymentalny amerykański satelita komunikacyjny Syncom 2.
- 1964 – 90 osób zginęło, a 105 zostało rannych w wyniku wykolejenia przeciążonego wagonu pociągu pasażerskiego w Matosinhos koło Porto w Portugalii.
- 1965 – Proklamowano niepodległość Republiki Malediwów (od Wielkiej Brytanii).
- 1971 – Rozpoczęła się załogowa misja księżycowa Apollo 15.
- 1973 – Premiera filmu akcji Wejście smoka w reżyserii Roberta Clouse’a.
- 1979 – Towarowy Boeing 707 należący do Lufthansa Cargo rozbił się o zbocze góry koło Rio de Janeiro, w wyniku czego zginęła cała, 3-osobowa załoga.
- 1980 – 24 osoby zginęły w pożarze domu starców w Bradley Beach w amerykańskim stanie New Jersey.
- 1983 – Reprezentantka Czechosłowacji Jarmila Kratochvílová ustanowiła w Monachium aktualny do dzisiaj rekord świata w biegu na 800 metrów (1:53,28).
- 1984 – David Lange został premierem Nowej Zelandii.
- 1993 – 68 osób zginęło w katastrofie Boeinga 737 w Korei Południowej.
- 1994 – 14 osób zostało rannych w eksplozji samochodu-pułapki przed izraelską ambasadą w Londynie; kolejne 6 osób odnosiło rany w podobnym zamachu na żydowską organizację charytatywną w Londynie.
- 1995 – Przedstawiciele krajów Unii Europejskiej podpisali w Brukseli konwencję o Europejskiej Agencji Policyjnej Europol.
- 1998 – Partia Ludowa premiera Hun Sena zwyciężyła w wyborach parlamentarnych w Kambodży.
- 2000 – Nambaryn Enchbajar został premierem Mongolii.
- 2005:
  - Mohammed Bouyeri, zabójca holenderskiego reżysera Theo van Gogha, został skazany przez amsterdamski sąd na karę dożywotniego pozbawienia wolności.
  - Rozpoczęła się misja STS-114 promu kosmicznego Discovery, pierwsza po katastrofie Columbii 1 lutego 2003 roku.
- 2008 – W przeprowadzonym przez islamskich ekstremistów zamachu bombowym w indyjskim Ahmadabadzie zginęło 45 osób, a 160 zostało rannych.
- 2009:
  - Indie jako szósty kraj zwodowały samodzielnie zaprojektowały i zbudowały okręt podwodny o napędzie atomowym.
  - Malam Bacai Sanhá zwyciężył w II turze wyborów prezydenckich w Gwinei Bissau.
  - Około 50 osób zginęło w Bauczi w północnej Nigerii w starciach sił bezpieczeństwa z islamskimi fundamentalistami.
- 2010:
  - W katastrofie izraelskiego ciężkiego śmigłowca transportowego Sikorsky CH-53E Super Stallion, do której doszło w czasie 11-dniowych ćwiczeń lotniczych „Blue Sky 2010” w rumuńskich Karpatach, zginęło 6 żołnierzy izraelskich i 1 rumuński.
  - W Monachium odbyła się prezentacja samochodu sportowego Audi A7.
- 2013:
  - 57 osób zginęło, a ok. 100 zostało rannych w wyniku wybuchu dwóch bomb na targowisku w mieście Parachinar w północno-zachodnim Pakistanie.
  - 8 osób zginęło w zamachu bombowym na restaurację w mieście Cagayan de Oro na wyspie Mindanao na Filipinach.
- 2015 – 19 osób zginęło, a 47 zostało rannych w samobójczym zamachu bombowym w Damaturu w północno-wschodniej Nigerii.
- 2016:
  - 19 osób zginęło, a 26 zostało rannych w wyniku ataku nożownika w Sagamiharze w Japonii.
  - 85-letni emerytowamy ksiądz Jacques Hamel został zamordowany w kościele w miejscowości Saint-Étienne-du-Rouvray na przedmieściach Rouen w północnej Francji przez dwóch islamskich terrorystów, którzy zostali następnie zastrzeleni przez policję.
- 2022 – Otwarto Pelješki most łączący półwysep Pelješac z pozostałą częścią Chorwacji.
- 2024 – W Paryżu rozpoczęły się XXXIII Letnie Igrzyska Olimpijskie.

## Urodzili się
- 1030 – Stanisław ze Szczepanowa, polski duchowny katolicki, biskup krakowski, patron Polski, święty (zm. 1079)
- 1439 – Zygmunt, książę Bawarii-Monachium (zm. 1501)
- 1552 – Piotr Artomiusz, polski teolog i kaznodzieja luterański, pisarz religijny (zm. 1609)
- 1590 – Jan Crell, niemiecki teolog i pisarz ariański (zm. 1633)
- 1602 – Anna od Aniołów Monteagudo, peruwiańska dominikanka, błogosławiona (zm. 1686)
- 1622 – Christian Wittelsbach, hrabia palatyn i książę Palatynatu-Sulzbach (zm. 1708)
- 1656 – Michał Bartłomiej Tarło, polski duchowny katolicki, biskup poznański (zm. 1715)
- 1678 – Józef I Habsburg, cesarz rzymsko-niemiecki, król Czech i Węgier (zm. 1711)
- 1683 – Carlo Alberto Guidoboni Cavalchini, włoski kardynał (zm. 1774)
- 1693 – Alexandre-Jean-Joseph Le Riche de La Popeliniere, francuski finansista, dramaturg (zm. 1762)
- 1709 – Józef Antoni Sołłohub, wojewoda witebski, marszałek Trybunału Głównego Wielkiego Księstwa Litewskiego (zm. 1781)
- 1711 – Wawrzyniec Krzysztof Mitzler de Kolof, niemiecki muzykolog, filozof, lekarz, matematyk, historyk, tłumacz, nauczyciel, drukarz, wydawca, redaktor czasopism, księgarz (zm. 1778)
- 1733 – Ludovico Flangini Giovanelli, włoski duchowny katolicki, patriarcha Wenecji, kardynał (zm. 1804)
- 1739:
  - George Clinton, amerykański polityk, wiceprezydent USA (zm. 1812)
  - Beniamin (Krasnopiewkow), rosyjski biskup prawosławny (zm. 1811)
- 1741 – Katarzyna Antonowna, księżniczka brunszwicka (zm. 1807)
- 1744 – Benedetto Naro, włoski kardynał (zm. 1832)
- 1748 – Friedrich Wilhelm von Sivers, rosyjski generał-major, polityk pochodzenia niemiecko-bałtyckiego (zm. 1823)
- 1749 – John Warwick Smith, brytyjski malarz (zm. 1831)
- 1760 – Jan I, książę Liechtensteinu (zm. 1836)
- 1782 – John Field, irlandzki pianista, kompozytor (zm. 1837)
- 1791:
  - Francisco José Debali, urugwajski kompozytor pochodzenia węgierskiego (zm. 1859)
  - Franz Xaver Wolfgang Mozart, austriacki kompozytor, pianista, syn Wolfganga Amadeusa (zm. 1844)
- 1796 – George Catlin, amerykański malarz (zm. 1872)
- 1799 – Isaac Babbitt, amerykański złotnik (zm. 1862)
- 1800 – Octave Tassaert, francuski malarz (zm. 1874)
- 1802 – Mariano Arista, meksykański generał brygady, polityk, prezydent Meksyku (zm. 1855)
- 1805 – Constantino Brumidi, włoski malarz (zm. 1880)
- 1806:
  - Emil Friedrich Götz, niemiecki lekarz, wykładowca akademicki (zm. 1858)
  - Wincenty Nowina-Smagłowski, polski poeta, bibliotekarz, pedagog (zm. 1883)
- 1815 – Robert Remak, polsko-niemiecki neurolog, embriolog, fizjolog, histolog, wykładowca akademicki pochodzenia żydowskiego (zm. 1865)
- 1820 – Maria Severa Onofriana, portugalska śpiewaczka fado (zm. 1846)
- 1825 – Julian Błeszczyński, polski heraldyk, genealog (zm. 1871)
- 1828 – Laurentius Mayer, austriacki duchowny katolicki, biskup pomocniczy wiedeński (zm. 1912)
- 1829 – Auguste Beernaert, belgijski polityk, laureat Pokojowej Nagrody Nobla (zm. 1912)
- 1833:
  - Ignacy Baranowski, polski lekarz, wykładowca akademicki, mecenas nauk przyrodniczych, filantrop, patriota (zm. 1919)
  - Gheorghe Manu, rumuński generał, polityk, premier Rumunii (zm. 1911)
  - Luigi Rotelli, włoski kardynał, nuncjusz apostolski (zm. 1891)
- 1838 – Anna Pustowójtówna, polska działaczka emigracyjna, sanitariuszka (zm. 1881)
- 1841 – Carl Robert Jakobson, estoński pisarz, nauczyciel (zm. 1882)
- 1842:
  - Berthold Delbrück, niemiecki językoznawca (zm. 1922)
  - Alfred Marshall, brytyjski ekonomista, wykładowca akademicki (zm. 1924)
- 1844:
  - Jean-Hubert Debrousse, francuski przedsiębiorca, polityk, kolekcjoner, filantrop (zm. 1899)
  - Stefan Drzewiecki, polski inżynier, wynalazca, pionier żeglugi podwodnej i lotnictwa (zm. 1938)
- 1845:
  - Władysław Ciesielski, polski malarz, miniaturzysta, uczestnik powstania styczniowego (zm. 1901)
  - Zofia Popiel, polska posiadaczka ziemska, działaczka społeczna (zm. 1927)
- 1846:
  - Texas Jack Omohundro, amerykański kowboj (zm. 1880)
  - Pantaleon Szyndler, polski malarz (zm. 1905)
- 1848:
  - Hans Grisebach, niemiecki architekt (zm. 1904)
  - Hipolit Milewski, polski ziemianin, prawnik, pisarz, komentator polityczny, polityk (zm. 1932)
  - Thomas J. Stewart, kanadyjski przedsiębiorca, polityk (zm. 1926)
- 1849 – Vincenc Vávra, czeski pedagog, historyk literatury, pisarz (zm. 1936)
- 1852:
  - Anna Lewicka z Lewickich, polska pisarka, dziennikarka (zm. 1932)
  - Augusto Parades Lutowski, wenezuelski inżynier, wojskowy, polityk pochodzenia polskiego (zm. 1916)
- 1854 – Anna Neumanowa, polska poetka i eseistka (zm. 1918)
- 1855 – Ferdinand Tönnies, niemiecki socjolog, filozof (zm. 1936)
- 1856 – George Bernard Shaw, irlandzki pisarz, laureat Nagrody Nobla (zm. 1950)
- 1858 – Ferdinand Albin Pax, niemiecki botanik (zm. 1942)
- 1862 – George B. Cortelyou, amerykański polityk, sekretarz handlu i pracy oraz sekretarz skarbu (zm. 1940)
- 1863 – Jāzeps Vītols, łotewski kompozytor (zm. 1948)
- 1865 – Philipp Scheidemann, niemiecki polityk, kanclerz Niemiec (zm. 1939)
- 1870 – Osyp Kuryłas, ukraiński malarz, grafik (zm. 1951)
- 1871 – Walenty Palencia Marquina, hiszpański duchowny katolicki, męczennik, błogosławiony (zm. 1937)
- 1872:
  - Max Bernuth, niemiecki malarz, ilustrator, pedagog (zm. 1960)
  - John Gourlay, kanadyjski piłkarz (zm. 1949)
- 1874 – Siergiej Kusewicki, amerykański dyrygent, kontrabasista, pedagog pochodzenia rosyjsko-żydowskiego (zm. 1951)
- 1875:
  - Carl Gustav Jung, szwajcarski psychiatra, psycholog (zm. 1961)
  - Antonio Machado, hiszpański poeta (zm. 1939)
- 1879 – Anna Paradowska-Szelągowska, polska działaczka społeczna (zm. 1962)
- 1880 – Wołodymyr Wynnyczenko, ukraiński pisarz, polityk (zm. 1951)
- 1882 – Dixie Bibb Graves, amerykańska polityk, senator (zm. 1965)
- 1884 – Trygve Pedersen, norweski żeglarz sportowy (zm. 1967)
- 1885 – André Maurois, francuski pisarz (zm. 1967)
- 1889 – Godwin Brumowski, austriacki pilot wojskowy, as myśliwski (zm. 1936)
- 1890:
  - Daniel Callaghan, amerykański kontradmirał (zm. 1942)
  - Julian Stachiewicz, polski generał, historyk (zm. 1934)
- 1891 – Edward Fertner, polski aktor, reżyser teatralny (zm. 1955)
- 1892 – Philipp Jarnach, niemiecki kompozytor pochodzenia francuskiego (zm. 1982)
- 1894:
  - Adam Gadomski, polski geograf, geolog, taternik (zm. 1942)
  - Aldous Huxley, brytyjski prozaik, poeta (zm. 1963)
  - Magdalena Samozwaniec, polska pisarka (zm. 1972)
- 1896 – André Grabar, francuski historyk sztuki, archeolog pochodzenia rosyjskiego (zm. 1990)
- 1897:
  - Jakub Gapp, austriacki marianista, męczennik, błogosławiony (zm. 1943)
  - Henryk Grzondziel, polski duchowny katolicki, biskup pomocniczy opolski (zm. 1968)
- 1898 – Frank Sullivan, kanadyjski hokeista (zm. 1989)
- 1899:
  - Édouard Bader, francuski rugbysta (zm. 1983)
  - Hermann Gehri, szwajcarski zapaśnik (zm. 1979)
- 1900:
  - Karl Friedrich Brunner, niemiecki funkcjonariusz nazistowski (zm. 1980)
  - Kazimierz Jodzewicz, polski malarz, grafik (zm. ?)
  - Sara Kafrit, izraelska polityk (zm. 1983)
  - Augustin-Joseph Sépinski, francuski duchowny katolicki, arcybiskup, nuncjusz apostolski pochodzenia polskiego (zm. 1978)
  - Zofia Wóycicka, polska działaczka społeczna, uczestniczka powstania warszawskiego (zm. 1999)
- 1901:
  - John Bleifer, amerykański aktor pochodzenia polskiego (zm. 1992)
  - Konstantīns Čakste, łotewski prawnik, wykładowca akademicki, polityk (zm. 1945)
  - Umberto Caligaris, włoski piłkarz, trener (zm. 1940)
  - Richard Hyland, amerykański rugbysta (zm. 1981)
- 1902:
  - Stanisław Gołąb, polski matematyk, wykładowca akademicki (zm. 1980)
  - Nikołaj Kowalczuk, radziecki generał porucznik, polityk (zm. 1972)
- 1903:
  - Estes Kefauver, amerykański polityk, senator (zm. 1963)
  - Kazimierz Kluzik, polski górnik, urzędnik, działacz społeczny i narodowy (zm. 1971)[4]
- 1905 – Karolina Borchardt, polska pilotka, malarka, działaczka społeczna (zm. 1995)
- 1906 – Irena Iłłakowiczowa, polska podporucznik, agentka wywiadu, poliglotka (zm. 1943)
- 1907:
  - André Gertler, węgierski skrzypek, pedagog pochodzenia żydowskiego (zm. 1998)
  - Adam Jaworski-Sas-Choroszkiewicz, polski generał brygady (zm. 1992)
  - István Pelle, węgierski gimnastyk (zm. 1986)
- 1908:
  - Mieczysław Klimaszewski, polski geograf, geomorfolog, działacz państwowy (zm. 1995)
  - Corrado Ursi, włoski duchowny katolicki, arcybiskup Neapolu, kardynał (zm. 2003)
- 1909:
  - Ian Allison, kanadyjski koszykarz (zm. 1990)
  - Bernard Cornut-Gentille, francuski polityk (zm. 1992)
  - Apolinary Czepelewski, polski architekt, rzeźbiarz, wykładowca akademicki (zm. 1988)
  - Henryk Kuczyński, polski chemik, wykładowca akademicki (zm. 1992)
  - Peter Thorneycroft, brytyjski polityk (zm. 1994)
  - Vivian Vance, amerykańska aktorka, piosenkarka (zm. 1979)
- 1910:
  - Aristide Compagnoni, włoski biegacz narciarski (zm. 1995)
  - Yann Fouéré, bretoński pisarz, dziennikarz, publicysta, działacz narodowy (zm. 2011)
  - Gottlieb Weber, szwajcarski kolarz szosowy (zm. 1996)
- 1911 – Anna Skibińska, polska antropolog, wykładowczyni akademicka, żołnierz Polskich Sił Zbrojnych na Zachodzie (zm. 1990)
- 1912:
  - Buddy Clark, amerykański muzyk, piosenkarz (zm. 1949)
  - Joseph Mostert, belgijski lekkoatleta, średniodystansowiec (zm. 1967)
  - Reiner Olzscha, niemiecki lekarz, pisarz, podróżnik, funkcjonariusz SS (zm. 1947)
- 1913 – Wiktor Chochriakow, rosyjski aktor (zm. 1986)
- 1914:
  - Franz Bistricky, austriacki piłkarz ręczny (zm. 1975)
  - Cecil Farris Bryant, amerykański polityk (zm. 2002)
  - Marcin Ciężarek, polski polityk, poseł na Sejm PRL (zm. 2010)
  - Juan Francisco Fresno Larrain, chilijski duchowny katolicki, arcybiskup La Serena i Santiago, kardynał (zm. 2004)
  - Neli Morawicka-Rudnicka, polska malarka (zm. 1997)
- 1915:
  - Marian Kuczyński, polski podporucznik piechoty, cichociemny (zm. 1944)
  - Arthur Tyler, amerykański bobsleista (zm. 2008)
- 1916:
  - Jaime Luiz Coelho, brazylijski duchowny katolicki, arcybiskup Maringi (zm. 2013)
  - Sylvio Pirillo, brazylijski piłkarz, trener (zm. 1991)
  - Herbert Norkus, niemiecki członek Hitlerjugend (zm. 1932)
- 1917:
  - Alberta Adams, amerykańska wokalistka bluesowa (zm. 2014)
  - Dickie Burnell, brytyjski wioślarz (zm. 1995)
  - Bertil Nordahl, szwedzki piłkarz (zm. 1998)
- 1918 – Marjorie Lord, amerykańska aktorka (zm. 2015)
- 1919:
  - Angelo Felici, włoski kardynał, nuncjusz apostolski (zm. 2007)
  - Kazimierz Koźniewski, polski prozaik, eseista, reportażysta, scenarzysta filmowy, historyk harcerstwa (zm. 2005)
  - James Lovelock, brytyjski biolog, ekolog (zm. 2022)
  - Nina Stano, polska śpiewaczka operowa (sopran koloraturowy), pedagog (zm. 2017)
  - Jehuda Widawski, polski przemysłowiec pochodzenia żydowskiego
- 1920:
  - Juliusz Grabowski, polski aktor (zm. 2000)
  - Anna Kotarbińska, polska podporucznik, łączniczka AK (zm. 1944)
  - Walter Laird, brytyjski tancerz, trener (zm. 2002)
  - Nilton Pacheco, brazylijski koszykarz (zm. 2013)
  - Marian Sokołowski, polski artysta fotograf, fotoreporter, fototechnik (zm. 2006)
- 1921:
  - Duarte de Almeida Bello, portugalski żeglarz sportowy (zm. 1994)
  - Amedeo Amadei, włoski piłkarz (zm. 2013)
  - Thomas Molnar, węgierski filozof, historyk (zm. 2010)
  - Jean Shepherd, amerykański pisarz, aktor (zm. 1999)
- 1922:
  - Gilberto Agustoni, szwajcarski kardynał (zm. 2017)
  - Blake Edwards, amerykański reżyser filmowy (zm. 2010)
  - Andrzej Koszewski, polski kompozytor, teoretyk muzyki, muzykolog, wykładowca akademicki (zm. 2015)
  - Jason Robards, amerykański aktor (zm. 2000)
  - Andrzej Wróblewski, polski dziennikarz, krytyk muzyczny, publicysta (zm. 2002)
- 1923:
  - Alfred Czermiński, polski ekonomista, wykładowca akademicki (zm. 2011)
  - Bernice Rubens, brytyjska pisarka (zm. 2004)
- 1924:
  - Stanisław Komornicki, polski generał brygady, pamiętnikarz (zm. 2010)
  - Stanisław Mauersberg, polski historyk oświaty i wychowania (zm. 2012)
- 1925:
  - Joseph Engelberger, amerykański inżynier, przedsiębiorca (zm. 2015)
  - Zbigniew Kosycarz, polski fotoreporter (zm. 1995)
  - Ana María Matute, hiszpańska pisarka, krytyk literacki (zm. 2014)
  - Zdeněk Smetana, czeski animator, reżyser, scenarzysta i producent filmowy (zm. 2016)
- 1926:
  - James Chan Soon Cheong, malezyjski duchowny katolicki, biskup Melaka-Johor (zm. 2023)
  - Robert Leggett, amerykański polityk (zm. 1997)
- 1927:
  - Léon Deladerrière, francuski piłkarz (zm. 2013)
  - Janusz Gumuliński, polski generał brygady (zm. 1992)
  - Zdzisław Legomski, polski polityk, poseł na Sejm PRL (zm. 2004)
  - Matateu, portugalski piłkarz pochodzenia mozambickiego (zm. 2000)
  - Zbigniew Rosner, polski sierżant, żołnierz AK, uczestnik powstania warszawskiego (zm. 1944)
- 1928:
  - Tadeusz Baird, polski kompozytor, twórca muzyki filmowej (zm. 1981)
  - Francesco Cossiga, włoski polityk, premier i prezydent Włoch (zm. 2010)
  - Elliott Erwitt, amerykański fotograf, filmowiec (zm. 2023)
  - Stanley Kubrick, amerykański reżyser filmowy (zm. 1999)
  - Peter Lougheed, kanadyjski polityk, premier prowincji Alberta (zm. 2012)
  - Sally Oppenheim-Barnes, brytyjska polityk, minister spraw konsumenckich (zm. 2025)
  - Lech Pijanowski, polski krytyk filmowy, reżyser telewizyjny, popularyzator teorii i praktyki gier (zm. 1974)
- 1929:
  - Patrick Flores, amerykański duchowny katolicki, arcybiskup metropolita San Antonio (zm. 2017)
  - Algirdas Sabaliauskas, litewski językoznawca, tłumacz (zm. 2016)
  - Jerzy Wadowski, polski publicysta, podróżnik, autor piosenek żeglarskich (zm. 2007)
  - Jerzy Walczak, polski aktor, reżyser filmowy (zm. 1968)
- 1930:
  - Nicolas Koob, luksemburski kierowca wyścigowy i rajdowy (zm. 2016)
  - Władysław Zajewski, polski historyk, poeta, wykładowca akademicki
- 1931:
  - Iwan Dziuba, ukraiński pisarz (zm. 2022)
  - Zdzisław Kuźniar, polski aktor
  - Takashi Ono, japoński gimnastyk
  - Mirosław Popławski, polski koszykarz
  - Edward Zacca, jamajski prawnik, polityk, gubernator generalny (zm. 2019)
- 1932:
  - Vasco de Almeida e Costa, portugalski wojskowy, polityk, p.o. premiera Portugalii (zm. 2010)
  - Anna Kamieńska-Łapińska, polska rzeźbiarka, scenarzystka filmów animowanych (zm. 2007)
  - Krzysztof Romanowski, polski operator i montażysta filmowy (zm. 2006)
  - James Stafford, amerykański duchowny katolicki, arcybiskup Baltimore, kardynał
- 1933:
  - Edmund S. Phelps, amerykański ekonomista, laureat Nagrody Banku Szwecji im. Alfreda Nobla w dziedzinie ekonomii
  - Telê Santana, brazylijski trener piłkarski (zm. 2006)
- 1934:
  - Austin Clarke, kanadyjski pisarz (zm. 2016)
  - Luciano Giovannetti, włoski duchowny katolicki, biskup Fiesole (zm. 2024)
  - Ken Pogue, kanadyjski aktor (zm. 2015)
- 1935:
  - Peter Brown, brytyjski historyk
  - Adrienne Kaeppler, amerykańska antropolog tańca i muzyki (zm. 2022)
  - Ken Leek, walijski piłkarz (zm. 2007)
  - Matti Poikala, szwedzki zapaśnik pochodzenia fińskiego
  - Daniel Roche, francuski historyk (zm. 2023)
  - Edward Żebrowski, polski aktor, reżyser i scenarzysta filmowy (zm. 2014)
- 1936:
  - John Bathersby, australijski duchowny katolicki, biskup Cairns, arcybiskup metropolita Brisbane (zm. 2020)
  - Andrzej Białas, polski fizyk, wykładowca akademicki
  - Janusz Kępski, polski kompozytor, pianista, dyrygent (zm. 2022)
  - Tsutomu Koyama, japoński siatkarz, trener (zm. 2012)
  - Mary Millar, brytyjska aktorka, piosenkarka (zm. 1998)
  - Marek Ołdakowski, polski pisarz, dziennikarz, publicysta (zm. 2012)
- 1937:
  - Bogdan Berliński, polski żużlowiec (zm. 2022)
  - Boris Cyrulnik, francuski neurolog, psychiatra
  - Clifton Jones, brytyjski aktor (zm. 2025)
  - Ercole Spada, włoski projektant samochodowy (zm. 2025)
- 1938:
  - John Hine, brytyjski duchowny katolicki, biskup pomocniczy Southwark (zm. 2024)
  - Martin Koeman, holenderski piłkarz, trener (zm. 2013)
  - Anna Krzeptowska, polska biegaczka narciarska (zm. 2017)
- 1939:
  - John Howard, australijski polityk, premier Australii
  - Bronisław Leśniak, polski piłkarz, bramkarz (zm. 1989)
- 1940:
  - Brigitte Hamann, austriacka historyk pochodzenia niemieckiego (zm. 2016)
  - Jürgen Kurbjuhn, niemiecki piłkarz (zm. 2014)
  - Brian Mawhinney, brytyjski polityk (zm. 2019)
  - Jean-Luc Nancy, francuski filozof (zm. 2021)
  - Giancarlo Vecerrica, włoski duchowny katolicki, biskup Fabriano-Matelica
- 1941:
  - Günther Meier, niemiecki bokser (zm. 2020)
  - John Myers, amerykański duchowny katolicki, arcybiskup Newark (zm. 2020)
  - Stefan Panajotow, bułgarski bokser (zm. 2003)
  - Edward Wojda, polski zapaśnik, trener, marynarz (zm. 1990)
- 1942:
  - Gary Bradds, amerykański koszykarz (zm. 1983)
  - Hannelore Elsner, niemiecka aktorka (zm. 2019)
  - Vladimír Mečiar, słowacki polityk, premier i prezydent Słowacji
- 1943:
  - Peter Hyams, amerykański reżyser filmowy
  - Mick Jagger, brytyjski wokalista, członek zespołu The Rolling Stones
  - Andrea True, amerykańska aktorka pornograficzna, piosenkarka disco (zm. 2011)
- 1944:
  - Anna Chmelková, słowacka lekkoatletka, sprinterka
  - Nexhat Daci, albański polityk, prezydent Kosowa
  - Celeste Yarnall, amerykańska aktorka (zm. 2018)
- 1945:
  - M. John Harrison, brytyjski pisarz fantasy
  - Helen Mirren, brytyjska aktorka pochodzenia rosyjskiego
  - Tadeusz Pakuła, polski fizyk, chemik, wykładowca akademicki (zm. 2005)
- 1946:
  - Fernando Acevedo, peruwiański lekkoatleta, sprinter (zm. 2024)
  - Mike Davis, amerykański koszykarz
  - Tibor Fábián, węgierski piłkarz
  - Walentin Gawriłow, rosyjski lekkoatleta, skoczek wzwyż
  - Jerzy Hopfer, polski polityk, poseł na Sejm RP (zm. 2016)
  - Erwin Huber, niemiecki polityk
  - Janusz Patorski, polski inżynier, polityk, wicepremier
- 1947:
  - Wiesław Adamski, polski rzeźbiarz (zm. 2017)
  - Roman Barlik, polski inżynier, profesor nauk technicznych (zm. 2025)
  - Gunnar Lund, szwedzki polityk, dyplomata
  - Andrzej Potocki, polski duchowny katolicki, dominikanin, teolog, socjolog (zm. 2018)
  - Stanisław Wójcik, polski samorządowiec, polityk, poseł na Sejm RP
  - Andrzej Wróbel, polski wiolonczelista, kameralista, pedagog
- 1948:
  - Kjersti Alveberg, norweska tancerka, choreografka (zm. 2021)
  - Norair Nurikjan, bułgarski sztangista (zm. 2025)
  - Jack Sepkoski, amerykański geolog, paleontolog (zm. 1999)
- 1949:
  - Musie Ghebreghiorghis, etiopski duchowny katolicki rytu aleksandryjskiego, ordynariusz eparchii Emdeberu
  - Andrzej Nowicki, polski matematyk (zm. 2022)
  - William Shepherd, amerykański komandor U.S. Navy, astronauta
  - Thaksin Shinawatra, tajski polityk, premier Tajlandii
  - Roger Taylor, brytyjski perkusista, członek zespołu Queen
  - Zenon Werner, polski generał brygady (zm. 2020)
- 1950:
  - Vincenzo Battaglia, włoski franciszkanin, teolog
  - Nicholas Evans, brytyjski prozaik, scenarzysta i producent telewizyjny (zm. 2022)
  - Susan George, brytyjska aktorka
  - Marek Jońca, polski samorządowiec, burmistrz Koprzywnicy
  - Nelinho, brazylijski piłkarz
  - Jan Piechociński, polski aktor
  - Krzysztof Tchórzewski, polski reżyser filmowy
- 1951:
  - Stanisław Babiak, polski generał brygady
  - Bernard Challandes, szwajcarski piłkarz, trener
  - Phil Hankinson, amerykański koszykarz (zm. 1996)
  - Sabine Leutheusser-Schnarrenberger, niemiecka prawnik, polityk
  - Marian Lewicki, polski inżynier elektryk, polityk, senator RP
  - William McArthur, amerykański pułkownik pilot, inżynier, astronauta
  - Pieter Mulder, południowoafrykański polityk
- 1952:
  - Stellan Bengtsson, szwedzki tenisista stołowy
  - Heiner Brand, niemiecki piłkarz ręczny
  - Dan Condurache, rumuński aktor
  - Andreas Heller, niemiecki architekt
  - Sławomir Preiss, polski artysta plastyk, samorządowiec, polityk, poseł na Sejm i senator RP
  - Marcin Sosnowski, polski aktor, reżyser
- 1953:
  - Felix Magath, niemiecki piłkarz, trener
  - Wilhelm Melliger, szwajcarski jeździec sportowy (zm. 2018)
  - Aurelia Nowicka, polska prawnik (zm. 2021)
  - Anna Pajdzińska, polska językoznawczyni, profesor nauk humanistycznych
  - Andrzej Pawłowski, polski psycholog, reżyser teatralny
  - Włodzimierz Śniecikowski, polski samorządowiec, polityk, burmistrz Gostynina (zm. 2022)
  - Earl Tatum, amerykański koszykarz
  - Piotr Zajew, rosyjski bokser (zm. 2014)
- 1954:
  - Vitas Gerulaitis, amerykański tenisista pochodzenia litewskiego (zm. 1994)
  - Krzysztof Gębura, polski historyk starożytności
  - Włodzimierz Głodek, polski operator, realizator i producent filmowy (zm. 2018)
  - Piotr Poczinczuk, białoruski lekkoatleta, chodziarz (zm. 1991)
  - Viorel Ștefan, rumuński ekonomista, polityk
  - Grażyna Suchocka, polska aktorka
  - Adilbiek Dżaksybiekow, kazachski polityk
- 1955:
  - Piotr Koczan, polski siatkarz, trener (zm. 2017)
  - Rolf Strittmatter, szwajcarski lekkoatleta, sprinter, bobsleista
  - Rita Strode, łotewska działaczka samorządowa, polityk
  - Asif Ali Zardari, pakistański polityk, prezydent Pakistanu
- 1956:
  - Vasile Blaga, rumuński inżynier, polityk
  - Mariusz Gajda, polski inżynier hydrotechnik, urzędnik państwowy
  - Andy Goldsworthy, brytyjski rzeźbiarz, fotograf
  - Dorothy Hamill, amerykańska łyżwiarka figurowa
  - Tomás Hirsch, chilijski przedsiębiorca, polityk
  - Gordon Igesund, południowoafrykański piłkarz, trener
- 1957:
  - Jeff Blatnick, amerykański zapaśnik (zm. 2012)
  - Mette Bock, duńska politolog, dziennikarka, polityk
  - Nick de Firmian, amerykański szachista
  - Hart Hanson, amerykański scenarzysta i producent filmowy
  - Liene Liepiņa, łotewska polityk
  - Mark Norell, amerykański paleontolog
  - Nana Visitor, amerykańska aktorka
  - Marek Węglarski, polski aktor
- 1958:
  - Julio Hernando García Peláez, kolumbijski duchowny katolicki, biskup Garagoa
  - Angela Hewitt, kanadyjska pianistka
  - Pascal Jolyot, francuski florecista
  - Grzegorz Kostrzewa-Zorbas, polski politolog, dziennikarz, dyplomata, samorządowiec
  - Romy Müller, niemiecka lekkoatletka, sprinterka
  - Ramona Neubert, niemiecka lekkoatletka, wieloboistka
  - Wojciech Pacyna, polski aktor, reżyser filmowy
  - Hałyna Pahutiak, ukraińska pisarka, publicystka
  - Viktoras Pranckietis, litewski polityk, przewodniczący Sejmu Republiki Litewskiej
  - Anna Szalbot, polska siatkarka
  - Franciszek Ślusarczyk, polski duchowny katolicki, biskup pomocniczy nominat krakowski
  - Niculae Zamfir, rumuński zapaśnik
- 1959:
  - Gary Honey, australijski lekkoatleta, skoczek w dal, trójskoczek i sprinter
  - Tom McGowan, amerykański aktor
  - Michael Ross, amerykański seryjny morderca (zm. 2005)
  - Andrzej Skorupa, polski siatkarz
  - Hiroshi Soejima, japoński piłkarz
  - Kevin Spacey, amerykański aktor, reżyser i producent filmowy
  - Bogdan Szlachta, polski prawnik, członek Trybunału Stanu
- 1960:
  - Krzysztof Baran, polski piłkarz
  - Adrian Popescu, rumuński piłkarz
  - Catherine Vautrin, francuska polityk
- 1961:
  - Jean-Pierre Améris, francuski reżyser i scenarzysta filmowy.
  - Gary Cherone, amerykański muzyk, wokalista, członek zespołu Extreme
  - Iołanda Czen, rosyjska lekkoatletka, skoczkini w dal i trójskoczkini
  - Felix Dexter, brytyjski aktor (zm. 2013)
  - David Heyman, brytyjski aktor, producent filmowy
  - Jacques Danka Longa, togijski duchowny katolicki, biskup Kary
  - Keiko Matsui, japońska pianistka
  - Zbigniew Suszyński, polski aktor
  - Robert Verbeek, holenderski piłkarz, trener
  - Aleksandr Wasiljew, białoruski lekkoatleta, płotkarz
- 1962:
  - Jorge Bom Jesus, polityk z Wysp Świętego Tomasza i Książęcej, premier
  - Galina Czistiakowa, rosyjska lekkoatletka, skoczkini w dal i trójskoczkini
  - Cezary Czternastek, polski muzyk i wokalista bluesowy, autor tekstów (zm. 2008)
  - Fernando Grande-Marlaska, hiszpański i baskijski prawnik, sędzia, polityk
  - Siergiej Kirijenko, rosyjski ekonomista, przedsiębiorca, polityk, premier Rosji
  - Anna Płaza, polska agronom, profesor nauk rolniczych
  - Uwe Raab, niemiecki kolarz szosowy
  - Robert J. Szmidt, polski pisarz science fiction i fantasy
- 1963:
  - Zbysław Owczarski, polski polityk, samorządowiec, poseł na Sejm RP, wicemarszałek województwa małopolskiego
  - Raymond Stevens, brytyjski judoka
  - Jeff Stoughton, kanadyjski curler
- 1964:
  - Sandra Bullock, amerykańska aktorka, producentka filmowa
  - Tatjana Mittermayer, niemiecka narciarka dowolna
  - Faustin Ambassa Ndjodo, kameruński duchowny katolicki, arcybiskup Garoua
  - Mario Opinato, włoski aktor, tancerz
  - Tomasz Świątek, polski wioślarz
- 1965:
  - Mario Hoyer, niemiecki bobsleista
  - Jim Lindberg, amerykański wokalista, członek zespołu Pennywise
  - Jeremy Piven, amerykański aktor
  - Michael Rascher, kanadyjski wioślarz
- 1966:
  - Benedicta Boccoli, włoska aktorka
  - Anna Rita Del Piano, włoska aktorka
  - Angelo Di Livio, włoski piłkarz
  - Nicola Payne, nowozelandzka wioślarka
  - Pambos Pitas, cypryjski piłkarz
- 1967:
  - José Manuel Fernandes, portugalski inżynier, polityk
  - Dominic Kinnear, amerykański piłkarz, trener
  - Páll á Reynatúgvu, farerski piłkarz, fizjoterapeuta, polityk
  - Jason Statham, brytyjski aktor, kaskader, producent filmowy, model
  - Vladan Vicevic, salwadorski piłkarz, trener pochodzenia serbskiego
- 1968:
  - Walerian Bugel, polski duchowny katolicki, teolog (zm. 2020)
  - Joanna Burzyńska, polska żeglarka
  - Frédéric Diefenthal, francuski aktor, producent filmowy
  - Jasmine Pahlawi, irańska księżniczka
  - Vítor Pereira, portugalski piłkarz, trener
  - Nikki Sinclaire, brytyjska polityk
  - Agnieszka Szczepańska, polska autorka książek dla dzieci, scenarzystka filmowa
  - Olivia Williams, brytyjska aktorka
- 1969:
  - Wadim Browcew, rosyjski przedsiębiorca, polityk, premier i p.o, prezydenta Osetii Południowej (zm. 2024)
  - Cléber, brazylijski piłkarz, trener
  - Márcia Fu, brazylijska siatkarka
  - Ibrahima Koné, iworyjski piłkarz
  - Katarzyna Montgomery, polska dziennikarka
  - Courtney Rumbolt, brytyjski bobsleista
- 1970:
  - João Chissano, mozambicki piłkarz, trener
  - Leo Igwe, nigeryjski obrońca praw człowieka
  - Joan Wasser, amerykańska skrzypaczka, piosenkarka, autorka tekstów
- 1971:
  - Andrea Fortunato, włoski piłkarz (zm. 1995)
  - Igor Hałagida, polski historyk, wykładowca akademicki pochodzenia ukraińskiego
  - Andrzej Nakielski, polski piłkarz, trener
  - Petra Pechstein, szwajcarska lekkoatletka, tyczkarka
  - Mladen Rudonja, słoweński piłkarz
- 1972:
  - Dean Klafurić, chorwacki trener piłkarski
  - Ewa Łukaszyk, polska literaturoznawczyni, wykładowczyni akademicka
  - Pasquale Padalino, włoski piłkarz
  - Saša Rašilov, czeski aktor
  - Mark Richardson, brytyjski lekkoatleta, sprinter
  - Sheikh Muszaphar Shukor, malezyjski chirurg ortopeda, astronauta
- 1973:
  - Nora Ariffin, malezyjska piosenkarka
  - Kate Beckinsale, brytyjska aktorka
  - Juan Carlos Gómez, kubański bokser
  - Lenka Kotková, czeska astronom
  - Dariusz Skowroński, polski koszykarz
  - Anita Sowińska, polska ekonomistka, polityk, poseł na Sejm RP
- 1974:
  - Alexander Cruzata, kubański piłkarz
  - Daniel Negreanu, kanadyjski pokerzysta pochodzenia rumuńskiego
  - Michael Simms, amerykański bokser
- 1975:
  - Andrzej Łabędzki, polski gitarzysta, członek zespołu Lady Pank
  - Ingo Schultz, niemiecki lekkoatleta, czterystumetrowiec
  - Joe Smith, amerykański koszykarz
  - Wojciech Świdziniewski, polski pisarz fantasy, felietonista (zm. 2009)
  - Elizabeth Truss, brytyjska polityk, premier Wielkiej Brytanii
- 1976:
  - Martina Dlabajová, czeska menedżer, polityk
  - Mateusz Skutnik, polski twórca gier,
  - Miesha McKelvy-Jones, amerykańska lekkoatletka, płotkarka
  - Danny Ortiz, gwatemalski piłkarz (zm. 2004)
  - Pável Pardo, meksykański piłkarz
  - Martha Roby, amerykańska polityk, kongreswoman
  - Mariusz Rytkowski, polski sztangista
  - Alice Taglioni, francuska aktorka
- 1977:
  - Christophe Laurent, francuski kolarz szosowy
  - Martin Laursen, duński piłkarz
  - Markwayne Mullin, amerykański polityk, kongresman
  - Alaksandr Syman, białoruski biathlonista
  - Tanja Szewczenko, niemiecka łyżwiarka figurowa pochodzenia ukraińskiego
  - Anthony Tokpah, liberyjski piłkarz, bramkarz
  - Manuel Witting, austriacki aktor
- 1978:
  - Kevin Kim, amerykański tenisista
  - Oleg Kwasza, rosyjski hokeista
  - Jehad Muntasser, libijski piłkarz
  - Massimo Ugolini, sanmaryński polityk
  - Jelena Zarubina, rosyjska siatkarka
- 1979:
  - Paul Freier, niemiecki piłkarz pochodzenia polskiego
  - Tamyra Gray, amerykańska aktorka, piosenkarka
  - Nikodem Kasprowicz, polski aktor
  - Omenaa Mensah, polska prezenterka telewizyjna pochodzenia ghańskiego
  - Agnieszka Przepiórska, polska aktorka
  - Juliet Rylance, brytyjska aktorka, producentka teatralna i filmowa
  - Yūko Sano, japońska siatkarka
  - Mageina Tovah, amerykańska aktorka
  - Štěpán Vachoušek, czeski piłkarz
  - Darío Verón, paragwajski piłkarz
- 1980:
  - Jacinda Ardern, nowozelandzka polityk, premier Nowej Zelandii
  - Dave Baksh, kanadyjski gitarzysta, wokalista, członek zespołu Brown Brigade
  - Fabien Barel, francuski kolarz górski
  - Jessica Bowman, amerykańska aktorka
  - Kuan Mei-lien, tajwańska lekkoatletka, tyczkarka
  - Dienis Niżegorodow, rosyjski lekkoatleta, chodziarz
  - Anna Zagórska-Rostkowska, polska lekkoatletka, biegaczka średniodystansowa
- 1981:
  - Maicon, brazylijski piłkarz
  - Agustín Orión, argentyński piłkarz, bramkarz
  - Andriej Szefier, rosyjski hokeista, trener
  - Zong Lei, chiński piłkarz, bramkarz
- 1982:
  - Bryce Miller, amerykański kierowca wyścigowy
  - Eva Moser, austriacka szachistka
- 1983:
  - Naomi van As, holenderska hokeistka na trawie
  - Kelly Clark, amerykańska snowboardzistka
  - Julia Hütter, niemiecka lekkoatletka, tyczkarka
  - Ken Wallace, australijski kajakarz
  - Delonte West, amerykański koszykarz
  - Zara, rosyjska piosenkarka
- 1984:
  - Ádám Marosi, węgierski pięcioboista nowoczesny
  - Alex Parks, brytyjska piosenkarka
  - Marcin Plichta, polski przedsiębiorca
  - Marta Żmuda Trzebiatowska, polska aktorka
- 1985:
  - Anna Ewelina, polsko-niemiecka piosenkarka, aktorka
  - Gaël Clichy, francuski piłkarz
  - Jeong Gyeong-mi, południowokoreańska judoczka
  - Anna Jurčenková, słowacka koszykarka
  - Tatafu Polota-Nau, australijski rugbysta pochodzenia tongijskiego
  - Saman Tahmasebi, irańsko-azerski zapaśnik
- 1986:
  - Thiago Alves, brazylijski siatkarz
  - Mickell Gladness, amerykański koszykarz
  - Iwan Kowalow, rosyjski kolarz szosowy i torowy
  - Malwina Kusior, polska aktorka
  - Angela Moroșanu, rumuńska lekkoatletka, sprinterka
  - Lisa Sabino, szwajcarska tenisistka
- 1987:
  - Panajotis Kone, grecki piłkarz pochodzenia albańskiego
  - Miriam McDonald, kanadyjska aktorka
  - Milan Mijatović, czarnogórski piłkarz
  - Fredy Montero, kolumbijski piłkarz
  - Ewelina Saszenko, litewska piosenkarka pochodzenia polskiego
  - Woo Seung-jae, południowokoreański zapaśnik
- 1988:
  - Sayaka Akimoto, japońska piosenkarka, aktorka
  - Elio Castro, meksykański piłkarz
  - Arnaud Destatte, belgijski lekkoatleta, sprinter
  - Adam Giza, polski dziennikarz i prezenter telewizyjny
  - Diego Perotti, argentyński piłkarz
  - Mirela Rahneva, kanadyjska skeletonistka pochodzenia bułgarskiego
  - Francia Raisa, amerykańska aktorka pochodzenia meksykańsko-honduraskiego
- 1989:
  - Suguru Awaji, japoński florecista
  - Steffen Mellemseter, norweski curler
  - Ivian Sarcos, wenezuelska modelka, zdobywczyni tytułu Miss World
  - Eemi Tervaportti, fiński siatkarz
  - Marina Wolnowa, kazachska pięściarka
  - Maksim Żygałow, rosyjski siatkarz
- 1990:
  - Jesús Herrada, hiszpański kolarz szosowy
  - Yannic Lerjen, szwajcarski narciarz dowolny
  - Adina Popescu, rumuńska zapaśniczka
  - Jean Salumu, belgijski koszykarz
  - Bianca A. Santos, amerykańska aktorka pochodzenia brazylijsko-kubańskiego
  - Oleg Tichobajew, rosyjski pływak
- 1991:
  - Selina Büchel, szwajcarska lekkoatletka, biegaczka średniodystansowa
  - Jóan Edmundsson, farerski piłkarz
  - Tim Kretschmer, niemiecki masowy morderca (zm. 2009)
  - Mara Leão, brazylijska siatkarka
  - Conor McLaughlin, północnoirlandzki piłkarz
  - Lídia Pereira, portugalska ekonomistka, polityk, eurodeputowana
- 1992:
  - Siergiej Barbaszew, rosyjski hokeista
  - Walter Lemon, amerykański koszykarz
  - Lucas Nogueira, brazylijski koszykarz
- 1993:
  - Elizabeth Gillies, amerykańska aktorka, tancerka, piosenkarka
  - Ewelina Jackowska, polska koszykarka
  - Haruna Matsumoto, japońska snowboardzistka
  - Taylor Momsen, amerykańska piosenkarka, aktorka, modelka
  - Felipe Ovono, piłkarz z Gwinei Równikowej
  - Paweł Śpica, polski koszykarz
- 1994:
  - Sitiveni Cavuilagi, fidżyjski piłkarz
  - Liveta Jasiūnaitė, litewska lekkoatletka, oszczepniczka
  - Olga Michałkiewicz, polska wioślarka
  - Robert Piris, paragwajski piłkarz
  - Leon Reid, brytyjski lekkoatleta, sprinter
- 1995:
  - Sebastián Athié, meksykański aktor, piosenkarz (zm. 2020)
  - Tessa Blanchard, amerykańska wrestlerka
  - Petr Cornelie, francuski koszykarz pochodzenia czeskiego
  - Dino Hotić, bośniacki piłkarz
  - Marco Ilaimaharitra, madagaskarski piłkarz
  - Kai James, amerykańska koszykarka
  - Pierre Kunde, kameruński piłkarz
  - Katarzyna Zillmann, polska wioślarka
- 1996:
  - Jawun Evans, amerykański koszykarz
  - Michaela Mlejnková, czeska siatkarka
  - Demet Parlak, turecka lekkoatletka, tyczkarka
  - Marial Shayok, kanadyjski koszykarz
- 1997:
  - Sebastian Aho, fiński hokeista
  - Kinga Piędel, polska koszykarka
  - Ewa Swoboda, polska lekkoatletka, sprinterka
  - Nazar Werbny, ukraiński piłkarz
- 1998:
  - Andre Green, angielski piłkarz
  - Tareg Hamedi, saudyjski karateka
  - Maciej Zarzycki, polski piłkarz ręczny
- 1999:
  - Lorenzo Cortesia, włoski siatkarz
  - Benedetta Glionna, włoska piłkarka
  - Birk Irving, amerykański narciarz dowolny
  - Dulcy Fankam Mendjiadeu, kameruńska koszykarka
- 2000:
  - Oskar Cyms, polski piosenkarz, autor tekstów
  - Krzysztof Iwanek, polski futsalista, bramkarz
  - Wadym Maszczenko, ukraiński piłkarz
  - Thomasin McKenzie, nowozelandzka aktorka
- 2001:
  - Stanisław Ciszek, polski skoczek narciarski
  - Kanita, macedońska piosenkarka
  - Lucas de los Santos, urugwajski piłkarz
- 2002 – Kamila Borkowska, polska koszykarka
- 2003:
  - Jonathan Franco, gwatemalski piłkarz
  - Jewgienij Siemienienko, rosyjski łyżwiarz figurowy
- 2004:
  - Bilal Coulibaly, francuski koszykarz pochodzenia malijskiego
  - Michał Koziorowicz, polski szachista
  - Nagomi Nakayama, japońska skoczkini narciarska
- 2005 – Angelina Topić, serbska lekkoatletka, skoczkini wzwyż
- 2006 – Vicky López, hiszpańska piłkarka pochodzenia nigeryjskiego

## Zmarli
- 796 – Offa, król Mercji (ur. ?)
- 811 – Nicefor I Genik, cesarz bizantyński (ur. 765)
- 1380 – Kōmyō, cesarz Japonii (ur. 1322)
- 1411 – Elżbieta Hohenzollern, królowa rzymsko-niemiecka (ur. 1358)
- 1435 – Gerazym, metropolita kijowski (ur. ?)
- 1471 – Paweł II, papież (ur. 1417)
- 1504 – Juan Zúñiga y Pimentel, hiszpański duchowny katolicki, arcybiskup Sewilli, kardynał (ur. 1465)
- 1506 – Anna de Foix-Candale, księżniczka francuska, królowa węgierska, czeska i chorwacka (ur. ok. 1484)
- 1533 – Atahualpa, król Inków (ur. 1497)
- 1594 – Jan Ingram, angielski duchowny katolicki, męczennik, błogosławiony (ur. 1565)
- 1597 – Łukasz Kościelecki, polski duchowny katolicki, biskup przemyski i poznański (ur. 1539)
- 1600 – Robert Nutter, angielski duchowny katolicki, tercjarz dominikański, męczennik, błogosławiony (ur. ok. 1555)
- 1608 – Pablo de Céspedes, hiszpański malarz, poeta (ur. ok. 1538)
- 1615 – Alonso Perez de Guzman el Bueno, hiszpański arystokrata, admirał (ur. 1550)
- 1618 – Marcin Śmiglecki, polski jezuita, polemista religijny, teolog, filozof, logik (ur. 1563)
- 1623 – Gaspar Aguilar, hiszpański poeta, dramaturg (ur. 1561)
- 1630 – Karol Emanuel I Wielki, książę Sabaudii (ur. 1562)
- 1637 – Philippe Habert, francuski poeta (ur. 1604)
- 1644 – Andrzej z Phú Yên, wietnamski męczennik i błogosławiony katolicki (ur. 1625/26)
- 1666 – Camillo Francesco Maria Pamphili, włoski kardynał (ur. 1622)
- 1673 – Giovanni Francesco Ricasoli, florencki rycerz, kawaler maltański (ur. ?)
- 1680 – John Wilmot, angielski arystokrata, awanturnik, poeta (ur. 1647)
- 1684 – Elena Cornaro Piscopia, włoska matematyk, filozof (ur. 1646)
- 1693 – Ulryka Eleonora, księżniczka duńska, królowa szwedzka (ur. 1656)
- 1737 – Henri-Pons de Thiard de Bissy, francuski duchowny katolicki, biskup Meaux, opat Saint-Germain-des-Prés, kardynał (ur. 1657)
- 1741 – Wilhelm Henryk, książę Saksonii-Eisenach (ur. 1691)
- 1742 – Elias Daniel Sommerfeld, niemiecki duchowny katolicki, biskup pomocniczy wrocławski (ur. 1681)
- 1746:
  - Kazimierz Czyżewski, polski jezuita, rektor kolegium jezuitów w Toruniu (ur. 1673)
  - Innocenty (Nerunowicz), rosyjski biskup prawosławny (ur. ?)
  - Friedrich Karl von Schönborn, niemiecki duchowny katolicki, książę biskup Würzburga i Bamberga, wicekanclerz Rzeszy (ur. 1674)
- 1750 – Wasilij Tatiszczew, rosyjski historyk, administrator, dyplomata (ur. 1686)
- 1792 – Janusz Stanisław Iliński, polski generał, szambelan królewski (ur. 1765)
- 1806 – Karoline von Günderrode, niemiecka poetka (ur. 1780)
- 1808 – Jacob Bailey, kanadyjski pastor, poeta (ur. 1731)
- 1812 – Johann Friedrich Hugo von Dalberg, niemiecki baron, duchowny katolicki, kompozytor, pianista, pisarz muzyczny (ur. 1760)
- 1817 – Hovhannes XI, ormiański patriarcha Konstantynopola (ur. 1757)
- 1833 – Bartłomieja Capitanio, włoska zakonnica, święta (ur. 1807)
- 1841 – Józef Byszewski, polski szlachcic, pułkownik (ur. 1787)
- 1863:
  - John J. Crittenden, amerykański prawnik, polityk, prokurator generalny (ur. 1787)
  - Sam Houston, amerykański traper, wojskowy, polityk, prezydent Republiki Teksasu (ur. 1793)
- 1864 – András Fáy, węgierski poeta (ur. 1786)
- 1867 – Otton I Wittelsbach, król Grecji (ur. 1815)
- 1868 – Robert Rolfe, brytyjski arystokrata, prawnik, polityk (ur. 1790)
- 1870 – Kajetan Tamulewicz, polski przyrodnik, nauczyciel (ur. ?)
- 1872:
  - Michele Carafa, włoski kompozytor (ur. 1787)
  - Tomás Gutiérrez, peruwiański wojskowy, polityk, prezydent Peru (ur. ?)
- 1876 – Franciszek Pawłowski, polski duchowny katolicki, historyk Kościoła (ur. 1807)
- 1881 – George Borrow, brytyjski pisarz (ur. 1803)
- 1885 – Michał Gnoiński, polski polityk, prezydent Lwowa (ur. 1805)
- 1887 – Jan Hanusz, polski językoznawca, indoeuropeista (ur. 1858)
- 1888 – Ludwik Michalski, polsko-szwajcarski inżynier, przedsiębiorca, uczestnik powstania styczniowego (ur. 1836)
- 1898 – Wojciech Filarski, polski duchowny katolicki, teolog (ur. 1831)
- 1899 – Ulises Heureaux, dominikański wojskowy, polityk, prezydent Dominikany (ur. 1845)
- 1902 – Charles Dadant, amerykański pszczelarz pochodzenia francuskiego (ur. 1817)
- 1905 – Pietro Bixio, włoski kolarz torowy (ur. 1875)
- 1906 – Kazimierz Slaski, polski ziemianin, działacz narodowy, społeczny i gospodarczy (ur. 1847)
- 1909 – William Reed Huntington, amerykański duchowny anglikański, poeta (ur. 1838)
- 1910 – Adam Sikora, polski księgarz, urzędnik (ur. 1846)
- 1912:
  - Bronisława Grabska, polska działaczka turystyczna i społeczna (ur. ok. 1830)
  - Józef Grekowicz, polski pułkownik, uczestnik powstania styczniowego (ur. 1834)
- 1914 – Henry Strutt, brytyjski arystokrata, polityk (ur. 1840)
- 1915 – James Murray, szkocki leksykograf, filolog (ur. 1837)
- 1918:
  - Bohuslav Hellich, czeski psychiatra, antropolog, przyrodnik (ur. 1851)
  - Henry Macintosh, brytyjski lekkoatleta, sprinter (ur. 1892)
  - Edward Mannock, brytyjski pilot wojskowy, as myśliwski (ur. 1887)
  - Fanny zu Reventlow, niemiecka malarka, pisarka, tłumaczka, feministka (ur. 1871)
- 1919 – Edward Poynter, brytyjski malarz, rysownik, mecenas sztuki (ur. 1836)
- 1920:
  - Mieczysław Bernadzikiewicz, polski podporucznik kawalerii (ur. 1893)
  - Juliusz Chłapowski, polski wachmistrz, poeta (ur. 1890)
  - Friedrich August von Kaulbach, niemiecki malarz (ur. 1850)
  - Mirosław Kobzareff, polski podporucznik (ur. 1900)
- 1921 – Hermann Eichhorst, niemiecko-szwajcarski patolog (ur. 1849)
- 1925:
  - Antonio Ascari, włoski kierowca wyścigowy (ur. 1888)
  - William Bryan, amerykański polityk (ur. 1860)
  - Gottlob Frege, niemiecki matematyk, logik, filozof (ur. 1848)
  - Bernhard Naunyn, niemiecki patolog (ur. 1839)
- 1926:
  - Olle Lanner, szwedzki gimnastyk (ur. 1884)
  - Robert Todd Lincoln, amerykański prawnik, polityk (ur. 1843)
- 1928 – Marko Trifković, serbski prawnik, polityk, premier Serbii (ur. 1864)
- 1931:
  - Wacław Jaroszewski, polski kapral (ur. 1900)
  - Pierre Jauréguy, francuski rugbysta (ur. 1891)
- 1934 – Winsor McCay, amerykański rysownik, animator (ur. 1869)
- 1935 – Gil Andersen, norwesko-amerykański kierowca wyścigowy (ur. 1879)
- 1936:
  - Karol Łowiński, polski inżynier mechanik (ur. 1871)
  - Wincenty Pinilla, hiszpański augustianin rekolekta, męczennik, błogosławiony (ur. 1870)
  - Emanuel Martin Sierra, hiszpański duchowny katolicki, męczennik, błogosławiony (ur. 1892)
- 1937 – Ernst von Delius, niemiecki kierowca wyścigowy (ur. 1912)
- 1939 – Torpedo Billy Murphy, nowozelandzki bokser (ur. 1862)
- 1940:
  - Edmund Bursche, polski duchowny i teolog ewangelicki, wykładowca akademicki pochodzenia niemieckiego (ur. 1881)
  - Hugo Koch, niemiecki duchowny i teolog katolicki, historyk Kościoła (ur. 1869)
  - Ignatij Morozow, radziecki funkcjonariusz służb specjalnych (ur. 1898)
- 1941:
  - Kazimierz Bartel, polski matematyk, wykładowca akademicki, polityk, poseł na Sejm i premier RP (ur. 1882)
  - Henri Lebesgue, francuski matematyk, wykładowca akademicki (ur. 1875)
  - Eduard Seren, estoński strzelec sportowy (ur. 1900)
  - Benjamin Lee Whorf, amerykański językoznawca (ur. 1897)
- 1942:
  - Roberto Arlt, argentyński pisarz, dziennikarz (ur. 1900)
  - Tytus Brandsma, holenderski zakonnik, męczennik, błogosławiony (ur. 1881)
  - Peregryn Haczela, polski franciszkanin konwentualny (ur. 1865)
  - Georg Alexander Pick, austriacki matematyk pochodzenia żydowskiego (ur. 1859)
- 1943 – Josiah Wedgwood, brytyjski arystokrata, polityk (ur. 1872)
- 1944:
  - Andrzej Bieniek, polski ekonomista, żołnierz (ur. 1895)
  - Paweł Finder, polski działacz komunistyczny, sekretarz KC PPR (ur. 1904)
  - Małgorzata Fornalska, polska działaczka komunistyczna (ur. 1902)
  - János Krizmanich, węgierski gimnastyk (ur. 1889)
  - Krystyna Matysiakówna, polska działaczka komunistyczna (ur. 1922)
  - Reza Szah Pahlawi, szach Iranu (ur. 1878)
  - Jacek Rotmil, polski architekt, scenograf filmowy (ur. 1888)
- 1945 – Maria Pierina de Micheli, włoska zakonnica, mistyczka, błogosławiona (ur. 1890)
- 1946 – Morris Hirshfield, amerykański malarz pochodzenia żydowskiego (ur. 1872)
- 1948:
  - Alfrēds Bīlmanis, łotewski historyk, dyplomata, polityk (ur. 1887)
  - Antonin Sertillanges, francuski dominikanin, filozof, wykładowca akademicki (ur. 1863)
  - János Szerednyei, węgierski duchowny katolicki (ur. 1920)
- 1949:
  - Linda Arvidson, amerykańska aktorka (ur. 1884)
  - Leon Stanisław Pinecki, polski zapaśnik (ur. 1892)
- 1951:
  - Ernesto Fígoli, urugwajski trener piłkarski (ur. 1888)
  - Otto Furrer, szwajcarski narciarz alpejski (ur. 1903)
- 1952:
  - Willi Hack, niemiecki funkcjonariusz i zbrodniarz nazistowski (ur. 1912)
  - Eva Perón, argentyńska aktorka, działaczka społeczna, pierwsza dama (ur. 1919)
- 1953:
  - Franciszek Hutten-Czapski, polski ziemianin, samorządowiec (ur. 1873)
  - Nikolaos Plastiras, grecki wojskowy, polityk, premier Grecji (ur. 1883)
  - Abel Santamaría, kubański rewolucjonista (ur. 1927)
  - Stanisław Wasylewski, polski eseista, krytyk literacki, tłumacz (ur. 1885)
- 1956 – Anna Kopińska, polska działaczka socjalistyczna i komunistyczna (ur. 1880)
- 1957:
  - Carlos Castillo Armas, gwatemalski wojskowy, polityk, prezydent Gwatemali (ur. 1914)
  - Doroteusz, grecki biskup prawosławny, zwierzchnik Greckiego Kościoła Prawosławnego (ur. 1888)
- 1959 – Manuel Altolaguirre, hiszpański poeta (ur. 1905)
- 1960:
  - Cedric Gibbons, amerykański scenograf filmowy pochodzenia irlandzkiego (ur. 1893)
  - Tadeusz Sułkowski, polski poeta, podporucznik, pisarz emigracyjny (ur. 1907)
- 1962:
  - Kurt Aßmann, niemiecki wiceadmirał, historyk wojskowości (ur. 1883)
  - Jerzy Preca, maltański duchowny katolicki, święty (ur. 1880)
- 1964:
  - Francis Curzon, brytyjski arystokrata, oficer marynarki, polityk, kierowca wyścigowy (ur. 1884)
  - Gordon Dunn, amerykański lekkoatleta, dyskobol (ur. 1912)
  - Franciszek Trąbalski, polski działacz socjalistyczny, polityk, poseł na Sejm Ustawodawczy (ur. 1870)
- 1967:
  - Milán Füst, węgierski prozaik, poeta, estetyk (ur. 1888)
  - Matthijs Vermeulen, holenderski kompozytor, krytyk muzyczny (ur. 1888)
- 1969 – Leon Dernier, belgijski kierowca wyścigowy (ur. 1912)
- 1970:
  - Claud Allister, brytyjski aktor (ur. 1888)
  - Milo Martin, szwajcarski rzeźbiarz, plastyk (ur. 1893)
  - Wilhelm Schepmann, niemiecki funkcjonariusz nazistowski, szef sztabu SA (ur. 1894)
  - Zeki Velidi Togan, baszkirski historyk, turkolog, rewolycjonista (ur. 1890)
  - Ja’akow Uri, izraelski polityk (ur. 1888)
- 1972:
  - Joop Boutmy, holenderski piłkarz (ur. 1894)
  - Wilhelm Garncarczyk, polski działacz ludowy i komunistyczny, polityk (ur. 1893)
  - Zofia Ginett, polska urzędniczka rewolucjonistka, działaczka komunistyczna (ur. 1890)
  - Karel Husárek, czeski generał (ur. 1893)
  - Franciszek Prochaska, polski podpułkownik, malarz, grafik, dyplomata (ur. 1891)
- 1974 – Jan Żabiński, polski zoolog, fizjolog, dyrektor Ogrodu Zoologicznego w Warszawie (ur. 1897)
- 1976:
  - Selfrid Johansson, szwedzki bokser (ur. 1907)
  - Abram Room, radziecki reżyser i scenarzysta filmowy (ur. 1894)
  - George Souders, amerykański kierowca wyścigowy (ur. 1900)
- 1977 – David Zogg, szwajcarski narciarz alpejski (ur. 1902)
- 1978 – Joseph Cogels, belgijski strzelec sportowy (ur. 1894)
- 1979 – Stefan Wiechecki, polski pisarz, satyryk, dziennikarz (ur. 1896)
- 1980 – Federico Munerati, włoski piłkarz, trener (ur. 1901)
- 1982 – Jan Rojewski, polski pisarz, scenarzysta filmowy (ur. 1915)
- 1983 – Arpad Wigand, niemiecki funkcjonariusz nazistowski, zbrodniarz wojenny (ur. 1906)
- 1984:
  - George Gallup, amerykański socjolog, statystyk, badacz opinii publicznej (ur. 1901)
  - Ed Gein, amerykański seryjny morderca (ur. 1906)
- 1985 – Božo Broketa, chorwacki piłkarz (ur. 1922)
- 1986 – Ken Watson, kanadyjski curler (ur. 1904)
- 1987 – Roman Lemanik, polski magik, iluzjonista (ur. 1922)
- 1988 – Fazlur Rahman, pakistański filozof (ur. 1919)
- 1990:
  - Hans Aebli, szwajcarski psycholog, pedagog (ur. 1923)
  - Giorgio Scarlatti, włoski kierowca wyścigowy (ur. 1921)
- 1991 – Andrés Gómez, meksykański koszykarz (ur. 1913)
- 1992 – Buddy Rogers, amerykański wrestler pochodzenia niemieckiego (ur. 1921)
- 1993 – Jurij Lewitin, rosyjski kompozytor, pianista (ur. 1912)
- 1994:
  - Magdalena Jaworska, polska dziennikarka, zdobywczyni tytułu Miss Polonia (ur. 1961)
  - Halina Kossobudzka, polska aktorka (ur. 1920)
- 1995 – Laurindo Almeida, brazylijski gitarzysta jazzowy (ur. 1917)
- 1996 – Heriberto Herrera, paragwajski piłkarz, trener (ur. 1926)
- 1997 – Kunihiko Kodaira, japoński matematyk (ur. 1915)
- 1998:
  - Wiesław Jażdżyński, polski pisarz (ur. 1920)
  - Janina Kulczycka-Saloni, polska historyk literatury (ur. 1912)
  - Aymoré Moreira, brazylijski piłkarz, trener (ur. 1912)
- 1999 – Béla Bay, węgierski szermierz (ur. 1907)
- 2000 – John Tukey, amerykański statystyk i matematyk (ur. 1915)
- 2001:
  - Josef Klaus, austriacki polityk, kanclerz Austrii (ur. 1910)
  - Giuseppe Maria Sensi, włoski kardynał, nuncjusz apostolski (ur. 1907)
- 2003:
  - Christian Belwit, polski bard, poeta (ur. 1956)
  - Szczepan Borkowski, polski matematyk, mechanik, wykładowca akademicki (ur. 1929)
  - Piotr Radzikowski, polski historyk, politolog, wykładowca akademicki (ur. 1944)
- 2004:
  - Bogusław Sochnacki, polski aktor (ur. 1930)
  - Na’omi Szemer, izraelska piosenkarka, kompozytorka, autorka tekstów (ur. 1930)
- 2005:
  - Andrzej Brzozowski, polski reżyser filmowy (ur. 1932)
  - Mario David, włoski piłkarz, trener (ur. 1934)
  - Alexander Golitzen, amerykański scenograf filmowy pochodenia rosyjskiego (ur. 1908)
  - Thierry Jean-Pierre, francuski prawnik, polityk, eurodeputowany (ur. 1955)
- 2006:
  - Janka Bryl, białoruski pisarz, tłumacz (ur. 1917)
  - Vojtech Zamarovský, słowacki pisarz, tłumacz, prawnik, agent wywiadu, podróżnik (ur. 1919)
- 2007:
  - Claude Collard, francuski judoka (ur. 1924)
  - Lars Forssell, szwedzki pisarz (ur. 1928)
  - Roland Gaucher, francuski pisarz, dziennikarz, polityk, eurodeputowany (ur. 1919)
  - Senetta Joseftal, izraelska prawnik, ekonomistka, polityk (ur. 1912)
- 2008:
  - Bruna Colombetti-Peroncini, włoska florecistka (ur. 1936)
  - Grace Hoffman, amerykańska śpiewaczka operowa (mezzosopran), pedagog pochodzenia węgierskiego (ur. 1925)
  - Rafael Pich-Aguilera, hiszpański inżynier, pionier edukacji rodzinnej (ur. 1928)
  - Wojciech Zieliński, polski dziennikarz i komentator sportowy (ur. 1944)
- 2009 – Merce Cunningham, amerykański tancerz, choreograf (ur. 1919)
- 2010:
  - Jan Adamski, polski aktor, pisarz (ur. 1923)
  - Leon Kantorski, polski duchowny katolicki, kanonik, publicysta (ur. 1918)
- 2011:
  - Mieczysław Fiodorow, polski aktor (ur. 1948)
  - Sakyō Komatsu, japoński pisarz, scenarzysta filmowy (ur. 1931)
  - Silvio Narizzano, kanadyjski reżyser filmowy i telewizyjny (ur. 1927)
  - Margaret Olley, australijska malarka (ur. 1923)
- 2013 – J.J. Cale, amerykański wokalista, gitarzysta, kompozytor (ur. 1938)
- 2014 – Ołeh Babajew, ukraiński polityk, przedsiębiorca, działacz sportowy (ur. 1965)
- 2015:
  - Bobbi Kristina Brown, amerykańska piosenkarka (ur. 1993)
  - Vic Firth, amerykański przedsiębiorca, producent pałek perkusyjnych (ur. 1930)
  - Ann Rule, amerykańska pisarka (ur. 1931)
- 2016:
  - Jacques Hamel, francuski duchowny katolicki (ur. 1930)
  - Jan Flis, polski duchowny katolicki, teolog (ur. 1945)
  - Karol Sobczak, polski prawnik (ur. 1931)
- 2017:
  - June Foray, amerykańska aktorka (ur. 1917)
  - Leo Kinnunen, fiński kierowca wyścigowy (ur. 1943)
  - Giovanni Battista Pichierri, włoski duchowny katolicki, arcybiskup Trani-Barletta-Bisceglie (ur. 1943)
  - Hanna Ewa Stańska, polska artystka plastyk, grafik, autorka ekslibrisów (ur. 1935)
  - Joachim Vobbe, niemiecki duchowny starokatolicki, biskup, zwierzchnik Kościoła Starokatolickiego w Niemczech (ur. 1947)
  - Anna Zeidler-Janiszewska, polska filozof, kulturoznawczyni (ur. 1951)
- 2018:
  - Alfredo del Águila, meksykański piłkarz (ur. 1935)
  - Adem Demaçi, albański pisarz, polityk, więzień polityczny (ur. 1936)
  - Aloyzas Kveinys, litewski szachista (ur. 1962)
- 2019:
  - Anna Bojarska, polska pisarka, eseistka, scenarzystka filmowa (ur. 1946)
  - Marian Galant, polski piłkarz (ur. 1955)
  - Ferdinand Milučký, słowacki architekt (ur. 1929)
  - Jaime Ortega, kubański duchowny katolicki, arcybiskup San Cristobal de la Habana, kardynał (ur. 1936)
  - Russi Taylor, amerykańska aktorka (ur. 1944)
- 2020:
  - Rafael Barraza Sánchez, meksykański duchowny katolicki, biskup Mazatlán (ur. 1928)
  - Olivia de Havilland, amerykańska aktorka (ur. 1916)
  - Hans-Jochen Vogel, niemiecki polityk, minister sprawiedliwości, burmistrz Berlina Zachodniego i Monachium (ur. 1926)
- 2021:
  - Albert Bandura, kanadyjski psycholog (ur. 1925)
  - Wiktor Bukato, polski tłumacz, wydawca (ur. 1949)
  - Mike Enzi, amerykański polityk, senator (ur. 1944)
  - Mike Howe, amerykański wokalista, członek zespołu Metal Church (ur. 1965)
  - Joey Jordison, amerykański perkusista, gitarzysta, członek zespołów: Slipknot i Murderdolls (ur. 1975)
  - Zygmunt Szopa, polski samorządowiec, urzędnik państwowy, wojewoda kielecki (ur. 1940)
  - Ivan Toplak, serbski piłkarz, trener (ur. 1931)
- 2022:
  - Inger Alfvén, szwedzka pisarka (ur. 1940)
  - Tadeusz Barucki, polski architekt, historyk sztuki, publicysta (ur. 1922)
  - Jan Bebel, polski fotografik (ur. 1953)
  - Bruno Foresti, włoski duchowny katolicki, biskup Brescii, arcybiskup Modeny-Nonantoli (ur. 1923)
  - Tomohiro Katō, japoński masowy morderca (ur. 1982)
  - James Lovelock, brytyjski biolog, ekolog (ur. 1919)
  - Rostysław Potoczniak, ukraiński piłkarz, trener (ur. 1948)
- 2023:
  - Roger Dorchy, francuski kierowca wyścigowy (ur. 1944)
  - Jean-Jacques Honorat, haitański prawnik, agronom, działacz społeczny, polityk, minister spraw zagranicznych, premier Haiti (ur. 1931)
  - Randy Meisner, amerykański piosenkarz, basista, kompozytor, członek zespołów: Eagles i Poco (ur. 1946)
  - Sinéad O’Connor, irlandzka piosenkarka, kompozytorka, autorka tekstów (ur. 1966)
  - Geraldo Lyrio Rocha, brazylijski duchowny katolicki, biskup Colatina, arcybiskup Mariany (ur. 1942)
- 2024:
  - Geir Karlsen, norweski piłkarz (ur. 1948)
  - Arvo Valton, estoński pisarz, poeta, krytyk literacki, scenarzysta filmowy (ur. 1935)
- 2025:
  - Jiří Krampol, czeski aktor (ur. 1938)
  - Piotr Łossowski, polski historyk, profesor nauk humanistycznych, wykładowca akademicki (ur. 1925)
  - Józef Pietras, polski karateka, trener (ur. 1955)
  - Ziad Rahbani, libański piosenkarz, pianista, kompozytor (ur. 1956)
  - Michał Rozwadowski, polski chemik, profesor nauk chemicznych (ur. 1936)
  - Włodzimierz Zuzga, polski wydawca, tłumacz, działacz ewangelicki, prezes Konsystorza Kościoła Ewangelicko-Reformowanego w RP (ur. 1951)